# Історико-меморіальний музей Степана Бандери

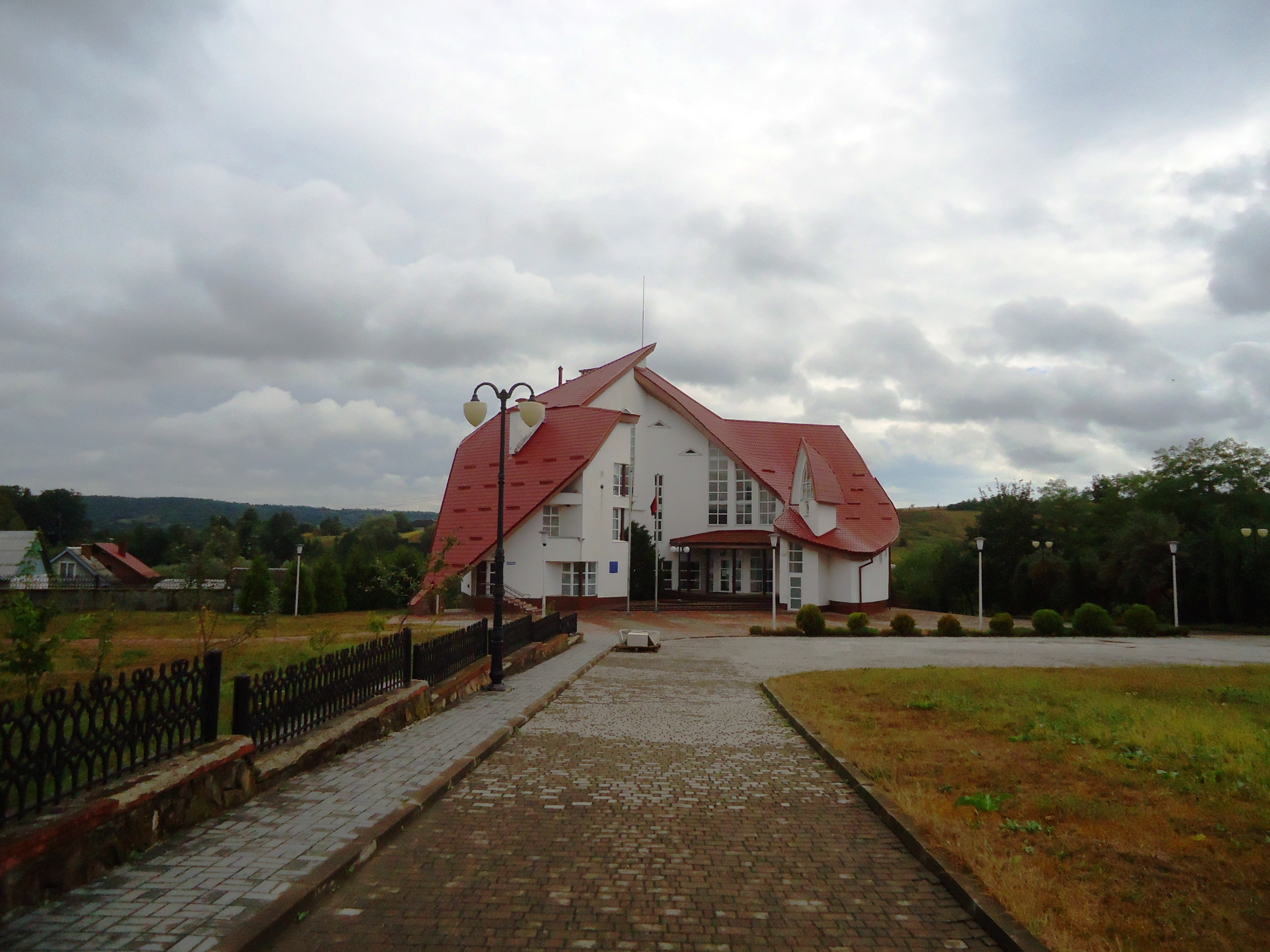
Музей Степана Бандери,село Старий Угринів

Історико-меморіальний музей Степана Бандери присвячений особистості, іменем якої називався національно-визвольний рух 1940-50-х років XX століття за побудову та утвердження української держави.
На території садиби у жовтня 1989 року було встановлено пам'ятний хрест і камінь, а в жовтні 1990 року — перше скульптурне зображення у формі тризуба з бюстом Степана Бандери.  Відкриття музею з офіційним  статусом (обласного рівня)  відбулося 30 грудня 2000 року. До того часу музей діяв в уцілілій кімнаті священичої резиденції, в якій проживала родина Бандерів з 1906 року по 1933 рік.
Експозиція музею розкриває історію національно-визвольної боротьби українського народу, знайомить відвідувачів з життям і громадсько-політичною діяльністю провідника ОУН – Степана Бандери.
В експозиції можна побачити унікальні матеріали, серед яких речі, що належали сім'ї о.Андрія Бандери: синьо-жовте знамено, виявлене при руйнуванні священичої резиденції; старовинні ікони та культові церковні речі; оригінальні документи періоду діяльності ОУН, УПА; посвідчення та документи на ім'я Stefan Popel, під яким проживав Степан Бандера останні роки у Європі; предмети, що належали його сім'ї.
На території комплексу можна побачити гранітну плиту на місці, де знаходились два перші пам'ятники Степану Бандері (знищені диверсантами спецназу ГРУ[джерело?]), криницю, погріб.